# Łomnica (powiat zgorzelecki)
Łomnica (niem. Lomnitz) – wieś w Polsce położona w województwie dolnośląskim, w powiecie zgorzeleckim, w gminie Zgorzelec.

## Podział administracyjny
W latach 1975–1998 miejscowość należała administracyjnie do województwa jeleniogórskiego.

## Zabytki
Do wojewódzkiego rejestru zabytków wpisany jest:
- zespół pałacowy
  - pałac, z 1732 r., przebudowany w XIX w.
  - zabudowania gospodarcze, z XVIII-XIX w.
  - park, z XVIII w., zmiany w drugiej połowie XIX w.

inne
- Mauzoleum rodziny von Schimmelpenning[6].